# Ophryotrocha vellae
Ophryotrocha vellae är en ringmaskart som beskrevs av Paxton och Åkesson 20. Ophryotrocha vellae ingår i släktet Ophryotrocha och familjen Dorvilleidae. Inga underarter finns listade i Catalogue of Life.